# Anna Shorina
Anna Vladimirovna Shorina (Moscou, 26 de agosto de 1982) é uma nadadora sincronizada russa, bicampeã olímpica.

## Carreira
Anna Shorina representou seu país nos Jogos Olímpicos de 2004 e 2008, ganhando a medalha de ouro por equipes em: 2004, 2008. 